# Cratere Kaneki
Kaneki è un cratere sulla superficie di Cerere.